# Neshkoro (thị trấn), Wisconsin
Neshkoro là một thị trấn thuộc quận Marquette, tiểu bang Wisconsin, Hoa Kỳ. Năm 2010, dân số của thị trấn này là 549 người.